# Страйк жінок в Ісландії (1975)
24 жовтня 1975 року Ісландські жінки вийшли на страйк на один день, щоб "демонструвати невід'ємну працю жінок для економіки та суспільства Ісландії" і "протестувати проти різниці в заробітній платі та несправедливих практик працевлаштування". Це було публічно оголошено в домашньому масштабі як Вихідний день жінок (ісл. Kvennafrídagurinn). Учасники, очолювані жіночими організаціями, не виходили на оплачену роботу і не займалися домашніми справами або вихованням дітей протягом цілого дня. Дев'яносто відсотків жіночого населення Ісландії приєдналися до страйку. Парламент Ісландії прийняв закон, який гарантував рівні права жінок і чоловіків, наступного року.

## Історія
Ісландські жінки, які працювали за межами дому до 1975 року, заробляли менше шістдесяти відсотків того, що заробляли чоловіки.
Організація Об'єднаних Націй оголосила, що 1975 рік стане Міжнародним жіночим роком. Представниця жіночої групи під назвою Redstockings висунула ідею страйку як одного з заходів на його честь. Комітет вирішив назвати страйк "вихідним днем", оскільки вони вважали, що цей термін більш приємний і буде ефективнішим у привертанні мас. Крім того, деяким жінкам можна було б звільнити за участь у страйку, але не можна було відмовити у відпочинку.
Жіночі організації поширили інформацію про Вихідний день по всій країні. Організатори заходу Дня Відпочинку змусили радіостанції, телебачення та газети розповісти про гендерну дискримінацію та менші заробітні плати для жінок. Цей захід привернув міжнародну увагу.

## Вихідний день жінок
24 жовтня 1975 року ісландські жінки не виходили на оплачену роботу і не займалися домашніми справами або вихованням дітей вдома. До страйку долучилося дев'яносто відсотків жінок, включаючи жінок з сільських громад. Заводи по переробці риби були закриті, оскільки багато робітниць були жінками.
Протягом Вихідного дня 25 000 з населення в 220 000 осіб в Ісландії зібралися в центрі Рейк'явіка, столиці Ісландії, на мітинг. На мітингу жінки слухали спікерів, співали та обговорювали між собою, як можна досягти гендерної рівності в Ісландії. Серед спікерів була багато домогосподарок, два депутати парламенту, представник жіночого руху та жінка-робітниця. Останнє слово на мітингу виголосила Адальгейдур Б'ярнфредсдоттір, яка "представляла Сокн, профспілку для найнижче оплачуваних жінок в Ісландії".
Роботодавці готувалися до дня без жінок, купуючи цукерки, олівці та папір, щоб розважати дітей, які були приведені на роботу своїми батьками. У результаті сосиски, популярна страва, розкупилися у багатьох магазинах у цей день.

## Наслідки
Вихідний день залишив незабутній слід і став відомим неофіційно як "довгий п'ятницю".
Парламент Ісландії ухвалив закон, що гарантує рівні права наступного року. Страйк також відкрив шлях до обрання Вігдіс Фіннбогадоуттір, першої демократично обраної жінки-президента у світі через п'ять років у 1980 році.
Кожні десять років у річницю Вихідного дня жінки раніше завершують роботу. У 1975 році жіночі страйкерки покинули роботу о 14:05, а в 2005 році вони залишили її о 14:08, відображаючи кількість досягнутого прогресу за 30 років. Збільшуючи частоту страйків, у 2010 році вони покинули роботу о 14:25, а у 2016 році о 14:38, багато жінок брали участь у Вікінг-клопотання поза Альтінг.

## Спадщина
У 2016 році Чорний понеділок у Польщі був моделюваний за зразком страйку 1975 року в Ісландії.
Міжнародний жіночий страйк, глобальна версія, натхненна ісландським страйком, поширився у 2017 і 2018 роках.
24 жовтня 2023 року відбувся другий повний жіночий страйк з часу 1975 року, з метою привернення уваги до різниці у заробітній платі та насильства проти жінок. Оцінюється, що у страйку взяло участь 100 000 осіб, який завершився масовою демонстрацією в Рейк'явіку. Серед учасників була прем'єр-міністр Ісландії Катрін Якобсдоттір, яка встановила ціль досягнення "повної гендерної рівності" в країні до 2030 року.

## Зовнішні посилання
- Associated Press video of the strike